# Кі Сон Йон
Кі Сон Йон  (кор. 기 성용; нар. 24 січня 1989, Кванджу, Південна Корея) — південнокорейський футболіст, центральний півзахисник збірної Південної Кореї та «Ньюкасл Юнайтед». Олімпійський бронзовий медаліст 2012 року.

## Клубна кар'єра
Народився 24 січня 1989 року в місті Кванджу. У 2001 році батько Сон Йона, який в молодості теж був футболістом, відправив сина на навчання до Австралії, вірячи, що в цій країні юний Кі зможе освоїти англійську мову і по-справжньому навчитися грі у футбол. Сон Йон поступив в коледж зі спортивним ухилом «Джон Пол», розташований в Брисбені, за спеціальною програмою «Brain Soccer Program», яку проводив колишній гравець національної збірної Уельсу Джефф Гопкінс. Кі швидко проявив свій футбольний хист і став невід'ємною частиною команди по соккеру цього навчального закладу. У 2004 році Сон Йон вніс вагомий внесок у перемогу свого колективу на Кубку Білла Тернера (англ. Bill Turner Cup), що проводиться для 15-річних гравців.
У 2006 році молодому хавбеку надійшли відразу дві пропозиції про початок професійної кар'єри — від корейського клубу «Сеул» та представника вищої австралійської ліги, команди «Брисбен Роар». Кі вирішив повернутись на батьківщину, відповівши згодою першому колективу. З часу свого перебування в Австралії Кі досконало володіє англійською мовою. Там же за Сон Йоном закріпилося англійське ім'я Дейв (Девід), яким його часто називають у Великій Британії.

### «Сеул»
Кі повернувся в Корею, де в «Сеулі» його партнером став близький друг дитинства Лі Чхон Йон. У клуб Кі покликав головний тренер, турок Шенол Гюнеш, що побачив у юного футболіста великий талант. Вперше в заявці «Сеула» Сон Йон з'явився у фінальному матчі Кубку південнокорейської ліги сезону 2006 року, однак на поле так і не вийшов.
У 2007 році Кі захищав кольори молодіжної збірної Південної Кореї на світовій першості для гравців до 20 років, де показав не по роках зрілу гру. Наставник англійського «Манчестер Юнайтед», Алекс Фергюсон, що переглядав для своєї команди на цьому турнірі нових талановитих гравцівпізніше сказав, що він «буквально не зводив очей з корейця» і довго думав, вагаючись між ним і еквадорцем Антоніо Валенсією з «Віган Атлетік», який в підсумку і перебрався в стан «червоних дияволів».
У сезоні 2008 року Кі став ключовим футболістом «Сеула». 29 жовтня на 92-й хвилині поєдинку вразивши ворота «Сувона», Сон Йон забив переможний гол у зустрічі своєї команди з майбутнім чемпіоном країни. Відсвяткував цю подію хавбек оригінально, зобразивши якісь рухи, схожі з його подальшим запевненням на стрибки кенгуру «в стилі Еммануеля Адебайора». Однак фанати «Сувона» побачили в діях Кі імітацію курки і інтерпретували це, як насмішку над їх клубом, внаслідок прізвиська команди — «Bluewings» (рос. Блакитні крила). За підсумками цього футбольного року Сон Йон разом з «Сеулом» завоював срібні медалі К-ліги, а сам молодий футболіст провів у першості 21 гру, забивши чотири голи.
В першому матчі сезону 2009 року Кі забитим голом взяв участь у розгромній перемозі його команди над «Чоннам Дрегонз» — 6:1. Весь футбольний рік навколо персони Сон Йона ходили спекуляції з приводу його можливого майбутнього переїзду жо Європи. Серед потенційних роботодавців Кі називалися нідерландський «ПСВ Ейндховен», німецький «Гамбург», португальське «Порту» і деякі інші команди Старого Світу.
За підсумками 2009 року Кі був визнаний «Найкращим молодим футболістом Азії».

### «Селтік»
25 серпня 2009 року в пресі з'явилися повідомлення, що в «Сеул» з метою придбання Сон Йона звернувся шотландський клуб «Селтік». Тим не менш, агент Кі заявив, що кореєць навряд чи погодиться на швидкий трансфер до Британії, оскільки на даний момент він хоче допомогти «Сеулу» пройти якомога далі в Лізі чемпіонів, де його команда до того часу вийшла в чвертьфінал. Три дні потому було оголошено, що «Селтік» придбав права на Сон Йона за 2,1 мільйона фунтів стерлінгів, і гравець приєднається до своєї нової команди в січні 2010 року.

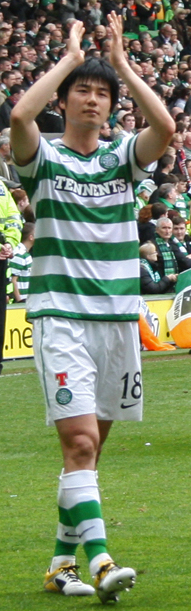
Кі в останньому турі сезону 2010/11

12 грудня цього ж року Кі прибув до Глазго, де успішно пройшов медичне обстеження і потім підписав чотирирічний контракт з «біло-зеленими», за яким він 1 січня 2010 року офіційно став гравцем «кельтів». У пресі також повідомлялося, що Сон Йон обрав «Селтік» замість англійського «Портсмута», що також хотів роздобути корейця в свої ряди.

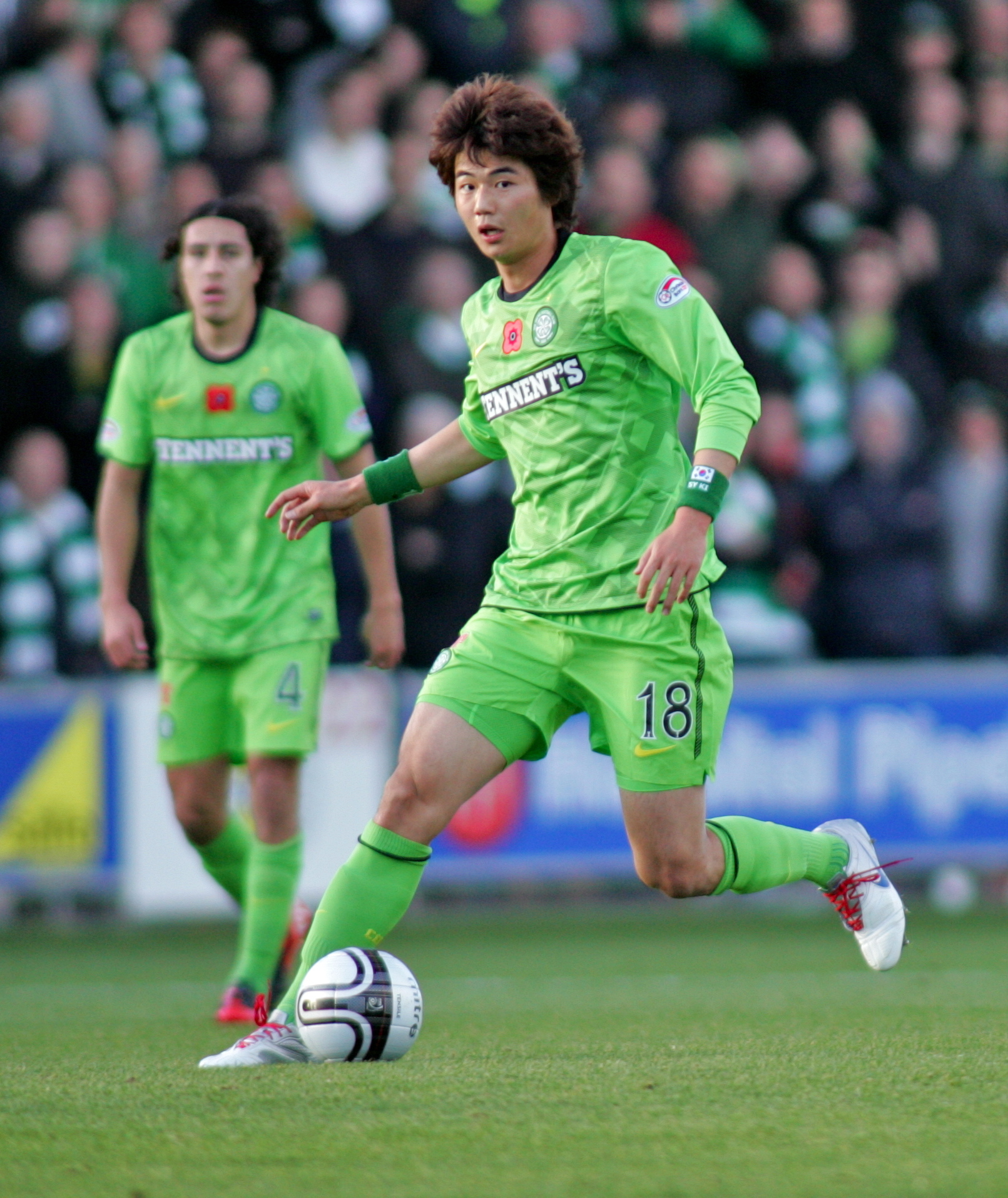
Кі в матчі за «Селтік» 14 листопада 2010 року

Дебют Кі в першому складі «біло-зелених» відбувся 16 січня 2010 року в матчі національного чемпіонату проти «Фалкірка». Показавши відмінну гру в цьому поєдинку, Сон Йон удостоївся від уболівальників «кельтів» звання «Найкращого гравця зустрічі». 22 серпня того ж року, вразивши ворота «Сент-Міррена», Кі відкрив рахунок своїм голам за «Селтік». 9 листопада Ки був удостоєний призу «Молодий гравець жовтня шотландської Прем'єр-ліги». У тому ж сезоні кореєць став основним гравцем півзахисту «Селтіка», регулярно з'являючись в основному складі «біло-зелених». 27 листопада та 26 грудня Сон Йон забив ще два голи у шотландській Прем'єр-лізі у ворота «Інвернесс Каледоніан Тісл» та «Сент-Джонстона», відповідно. 21 травня 2011 року Кі взяв участь у фінальній грі на Кубку країни, в якій «кельти» виявилися сильнішими за своїх опонентів із «Мотеруелла» — 3:0. Сон Йон відкрив рахунок в цьому матчі на 32-й хвилині, завдавши точний результативний удар з 25 метрів. За підсумками зустрічі кореєць був визнаний найкращим гравцем поєдинку.
Кампанію сезону 2011/12 хавбек почав з м'яча у ворота «Гіберніана». 13 серпня Кі вдався красивий гол у матчі проти «Данді Юнайтед» — прорвавшись до самого краю штрафного майданчика «арабів», півзахисник потім завдав точний удар в дальню від себе «дев'ятку» воріт. 15 серпня в британській пресі з'явилися повідомлення, що можливістю підписання Сон Йона цікавляться англійські «Блекберн Роверз», «Тоттенгем Готспур» і два неназваних російських клуби. Наступного дня представники «Селтіка» відкинули всі домисли щодо трансферу Кі, заявивши, що кореєць є «однією з ключових фігур в команді». 10 вересня Сон Йон забив свій третій гол у сезоні, відзначившись у матчі з «Мотервеллом». Через 19 днів реалізований Кі пенальті приніс «Селтіку» нічию 1:1 у поєдинку Ліги Європи проти італійського «Удінезе». До кінця футбольного року кореєць забив ще три голи — у ворота «Абердіна», «Сент-Джонстона» і «Гіберніана». Всього в сезоні 2011/12 Сон Йон провів 42 матчі, в яких відрізнявся сімома точними результативними ударами і шістьма гольовими передачами на партнерів. Тим самим він суттєво допоміг «кельтам» стати чемпіонами за підсумками футбольного року. У міжсезоння навколо Кі знову виникли розмови про продовження його кар'єри поза «Селтіком». Зокрема потенційними новими роботодавцями корейця називалися німецькі «Баєр 04», «Вердер», дортмундська «Боруссія», англійські «Ліверпуль», «Астон Вілла», «Квінз Парк Рейнджерс» і російський «Рубін».

### «Свонсі Сіті»
24 серпня 2012 року Кі все ж залишив Глазго, підписавши трирічний контракт з командою англійської Прем'єр-ліги «Свонсі Сіті». Трансфер Кі став рекордним по сумі в історії «лебедів», але конкретна сума не озвучувалася. Примітно, що вже через тиждень цей рекорд був побитий покупкою іспанця Пабло Ернандеса. 28 серпня Сон Йон дебютував в офіційному матчі за «Свонсі», відігравши 76 хвилин поєдинку Кубка англійської ліги проти «Барнслі».

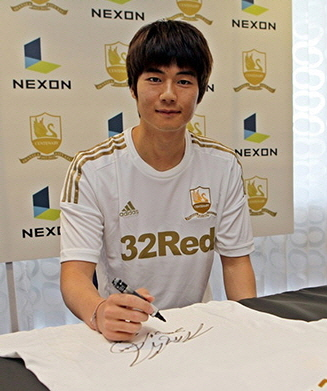
Кі дає автограф (30 грудня 2012)

Кі насолоджувався багатообіцяючим дебютним сезоном в Прем'єр-лізі. Хоча він став менше забивати порівняно з періодом в «Селтіку», його хороші паси були удостоєні похвали з боку вболівальників і критиків, він закінчив сезон з 38 матчами у всіх змаганнях. 24 лютого 2013 року «Свонсі Сіті» виступав у фіналі Кубка Ліги. У фіналі Кі грав більше години в незвичному амплуа опорного півзахисника. Зміна тактики виявилася успішною, «Свонсі» здобув впевнену перемогу з рахунком 5:0 над «Бредфорд Сіті», а Кі виграв свій перший трофей з валлійським клубом.

### Оренда в «Сандерленд»

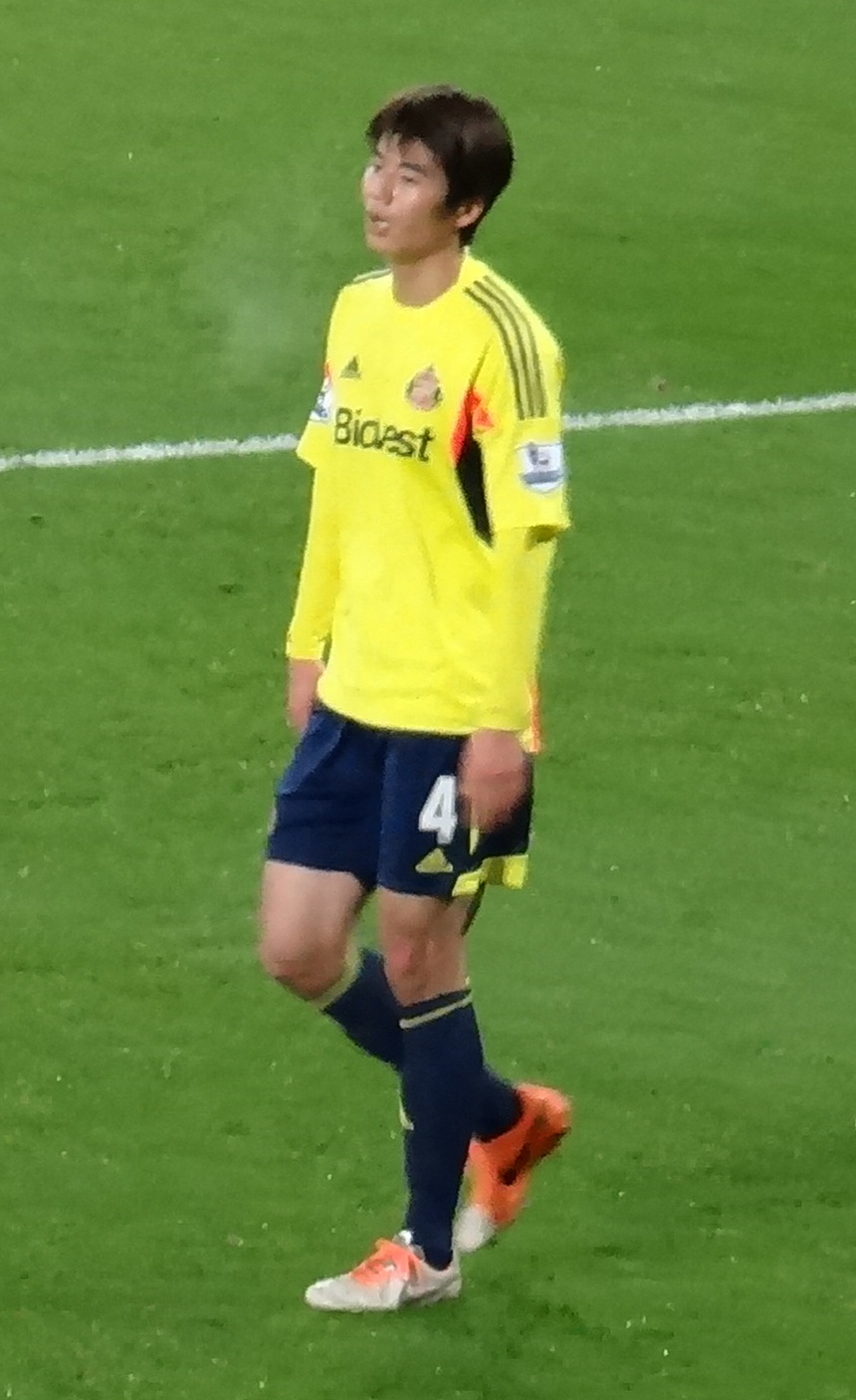
Кі в матчі проти «Кардіфф Сіті» 28 грудня 2013 року

31 серпня 2013 року Кі приєднався до «Сандерленду» на правах сезонної оренди з опцією можливого повернення у середині сезону. Він забив свій перший гол за «Сандерленд» 17 грудня 2013 року у чвертьфіналі Кубка Ліги у ворота «Челсі», Кі пройшов Ешлі Коула і пробив низом повз воротаря Марка Шварцера на 119-й хвилині, таким чином «Сандерленд» виграв з рахунком 2:1. 26 грудня він забив свій другий гол за «Сандерленд», принісши перемогу з мінімальним рахунком над «Евертоном». Воротар мерсисайдців Тім Говард віддав коротку передачу Леону Осману, у якого і відібрав м'яч Кі. Говард збив Кі в штрафний і був вилучений з поля, сам постраждалий і реалізував пенальті. Це був перший гол Кі в Прем'єр-лізі. Третій гол за «Сандерленд» Кі забив на виїзді у матчі з «Фулгемом» з передачі Адама Джонсона, його команда виграла з рахунком 4:1.
22 січня 2014 року Кі дійшов до свого другого поспіль фіналу Кубка Ліги, вже з іншим клубом, він допоміг «Сандерленду» завдати поразки «Манчестер Юнайтед» в серії пенальті з рахунком 2:1 після нічиї в двоматчевому півфіналі; крім Кі в серії одинадцятиметрових забив Маркос Алонсо. Кі грав за «Сандерленд» проти «Манчестер Сіті» у фіналі Кубка Ліги 2 березня 2014 року, але, незважаючи на перевагу в один гол після першого тайму, у другій половині «Сіті» зумів відігратися, вигравши в кінцевому підсумку з рахунком 3:1.

### Повернення у «Свонсі»
Кі повернувся у «Свонсі» до початку сезону 2014/15 і забив перший гол у чемпіонаті в матчі проти «Манчестер Юнайтед» на «Олд Траффорд», його команда перемогла іменитих суперників з рахунком 2:1. За пару днів до початку сезону Кі заявив: «Це мій третій сезон у Прем'єр-лізі, і я хочу рости як гравець і вдосконалюватися, щоб допомогти команді». 28 серпня він підписав новий контракт, який розрахований до 2018 року. Під керівництвом нового тренера Гаррі Монка Кі закріпився в основному складі і до кінця грудня всі матчі Прем'єр-ліги починав з перших хвилин. Кі не грав за «Свонсі» протягом січня 2015 року, коли він був у від'їзді зі збірною Південної Кореї на Кубку Азії. Після повернення в лютому він забив гол у ворота «Сандерленда» і допоміг команді зіграти внічию 1:1. «Свонсі» програв наступний матч «Вест Бромвічу» з рахунком 2:0, але через десять днів клуб здобув другу перемогу в сезоні над «Манчестер Юнайтед». Кі зрівняв рахунок, а потім його команда забила знову і перемогла 2:1. 8 травня 2016 року Кі забив гол у матчі з «Вест Гемом» і отримав хорошу оцінку в пресі. Станом на 24 червня 2018 року відіграв за валійську команду 109 матчів в національному чемпіонаті.

## Виступи за збірні
2004 року дебютував у складі юнацької збірної Південної Кореї, взяв участь у 6 іграх на юнацькому рівні, відзначившись 3 забитими голами.
Протягом 2006—2012 років залучався до складу молодіжної збірної Південної Кореї. Був учасником чемпіонату світу 2007 року серед молодіжних команд у Канаді. 19 листопада 2007 року у відповідь на критику з боку корейських вболівальників після нульової нічиї молодіжної збірної у матчі з Узбекистаном Кі на своїй сторінці в соцмережі «Cyworld» написав: «Якщо ви розчаровані, чому б вам самим не вийти і не зіграти?». Кі видалив свій пост після того, як був розкритикований за дане висловлювання. Всього на молодіжному рівні зіграв у 38 офіційних матчах, забив 3 голи.
5 вересня 2008 року дебютував в офіційних матчах у складі національної збірної Південної Кореї, зігравши у відбірковому матчі до чемпіонату світу 2010 року проти збірної Йорданії.

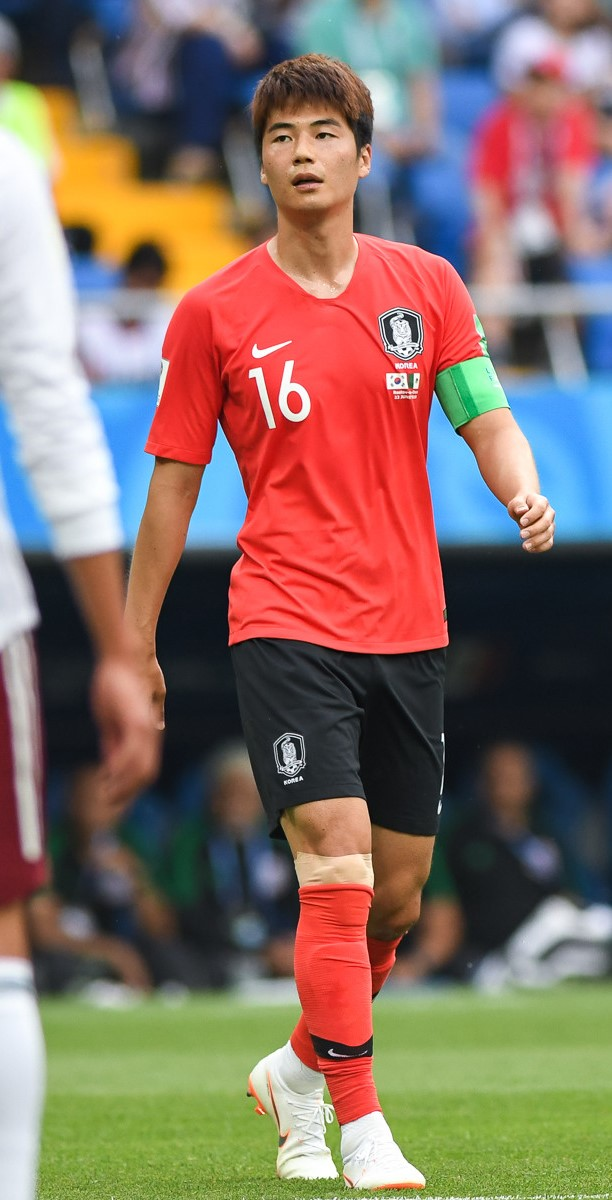
Кі Сон Йон у складі збірної на чемпіонаті світу 2018 року.

5 травня 2010 року Кі потрапив у розширений список південнокорейських футболістів на чемпіонат світу 2010 року у ПАР. 1 червня 2010 року Сон Йон був затверджений в числі двадцяти трьох гравців, які їдуть в ПАР на чемпіонат світу, захищати кольори своєї країни. У стартовому поєдинку своєї команди на мундіалі проти греків Кі вийшов у стартовому складі «азійських тигрів» і вже на 7-й хвилині матчу точною передачею зі штрафного удару знайшов свого партнера по команді, Лі Чхон Су, який і відкрив рахунок у цій зустрічі. Згодом Сон Йон був замінений на 74-й хвилині, сама гра закінчилася з рахунком 2:0 на користь збірної Кореї. У заключному матчі на груповому етапі «азійські тигри» зіграли внічию 2:2 з Нігерією. В одному з голів корейців знову спрацювала зв'язка Кі і Лі Чхон Су — перший навісив зі штрафного, а другий замкнув передачу партнера точним ударом. На мундіалі «азійські тигри» вийшли в 1/8 фіналу, де програли Уругваю 1:2. Сам Кі провів на турнірі усі чотири гри своєї команди.
На початку наступного року Кі прогнозовано поїхав і на Кубок Азії 2011 року у Катарі. На ньому 25 січня під час півфінального матчу проти Японії він забив перший гол у зустрічі, вразивши ворота з одинадцятиметрової позначки. При святкуванні цієї події кореєць перед камерою продемонстрував гримасу мавпи, супроводивши цей жест почісуванням щоки. Дані дії опонентами «азійських тигрів» були кваліфіковані, як «насмішка над народом „Країни висхідного сонця“». У своєму «Твіттері» Сон Йон прокоментував свій вчинок, сказавши, що зробив це після того, як побачив на трибунах військові прапори Японії часів Другої світової війни, які в країні Кі ототожнюються з окупацією 1910—1945 років. Пізніше Кі поміняв своє пояснення і розповів, що «мавпячий жест» був продемонстрований ним, як знак протесту проти расистських витівок вболівальників на трибунах шотландської Прем'єр-ліги. Однак, голова спеціального комітету з подібним інцидентам «Show Racism the Red Card» Гід Гріббі висловив скептицизм по відношенню до даних заяв півзахисника. Пізніше директор Кубка Азії Токукі Судзукі заявив, що інцидент вичерпано, і до корейця не буде застосовано ніяких санкцій. Наприкінці того ж року Кі був визнаний «Гравцем року за версією Корейської Футбольної Асоціації».
Влітку 2012 року Сон Йон взяв участь у Олімпійському футбольному турнірі, що проходив у Великій Британії. У чвертьфіналі корейці завдяки вирішального удару Кі в серії післяматчевих пенальті перемогли збірну господарів турніру. Сон Йон на турнірі відіграв без замін усі шість матчів своєї збірної і завоював з нею бронзові медалі.
Влітку 2013 року з'явилася новина, що Кі раніше образив тренера збірної Чхве Ган Хия на своїй сторінці в «Facebook» до і після матчу проти Кувейту у лютому 2012 року. Кі писав: «Тепер всі повинні усвідомити важливість гравців, які грають за кордоном. [Він] мав залишити нас у спокої, в іншому випадку, [йому] буде боляче». Кі пізніше вибачився за свої «хуліганські і недоречні ремарки», також відвідав футбольну асоціацію з вибаченнями його батько.
Кі був включений до складу збірної на чемпіонат світу 2014 року. Він відіграв усі три матчі групового етапу, після чого команда покинула турнір (одна нічия, дві поразки).
В січні 2015 року Кі представляв Республіку Корея на Кубку Азії в Австралії. Він допоміг своїй команді вийти у фінал, де корейці зустрілися з господарями, Австралією. Кі віддав гольову передачу на Сон Хин Міна, який зрівняв рахунок 1:1 і перевів гру в екстра-тайм, де австралійці забили знову і виграли з рахунком 2:1.
Згодом у складі збірної був учасником чемпіонату світу 2018 року у Росії.
| Дата       | Місто           | Господарі         | Результат             | Гості                | Турнір                               | Голи | Примітки |
| ---------- | --------------- | ----------------- | --------------------- | -------------------- | ------------------------------------ | ---- | -------- |
| 5-9-2008   | Сеул            | Південна Корея    | 1 – 0                 | Йорданія             | товариський матч                     | -    | 46' 76'  |
| 10-9-2008  | Шанхай          | Північна Корея    | 1 – 1                 | Південна Корея       | Відбір до ЧС 2010                    | 1    |          |
| 11-10-2008 | Сувон           | Південна Корея    | 3 – 0                 | Узбекистан           | товариський матч                     | 1    | 56'      |
| 15-10-2008 | Сеул            | Південна Корея    | 4 – 1                 | ОАЕ                  | Відбір до ЧС 2010                    | -    | 80'      |
| 14-11-2008 | Доха            | Катар             | 1 – 1                 | Південна Корея       | товариський матч                     | -    | 46'      |
| 19-11-2008 | Ер-Ріяд         | Саудівська Аравія | 0 – 2                 | Південна Корея       | Відбір до ЧС 2010                    | -    |          |
| 1-2-2009   | Дубай (місто)   | Сирія             | 1 – 1                 | Південна Корея       | товариський матч                     | -    | 18'      |
| 11-2-2009  | Тегеран         | Іран              | 1 – 1                 | Південна Корея       | Відбір до ЧС 2010                    | -    | 69'      |
| 28-3-2009  | Сувон           | Південна Корея    | 2 – 1                 | Ірак                 | товариський матч                     | -    | 71'      |
| 1-4-2009   | Сеул            | Південна Корея    | 1 – 0                 | Північна Корея       | Відбір до ЧС 2010                    | -    |          |
| 6-6-2009   | Дубай (місто)   | ОАЕ               | 0 – 2                 | Південна Корея       | Відбір до ЧС 2010                    | 1    |          |
| 10-6-2009  | Сеул            | Південна Корея    | 0 – 0                 | Саудівська Аравія    | Відбір до ЧС 2010                    | -    |          |
| 17-6-2009  | Сеул            | Південна Корея    | 1 – 1                 | Іран                 | Відбір до ЧС 2010                    | -    | 56' 75'  |
| 12-8-2009  | Сеул            | Південна Корея    | 1 – 0                 | Парагвай             | товариський матч                     | -    |          |
| 5-9-2009   | Сеул            | Південна Корея    | 3 – 1                 | Австралія            | товариський матч                     | -    | 46'      |
| 14-10-2009 | Сеул            | Південна Корея    | 2 – 0                 | Сенегал              | товариський матч                     | 1    | 46'      |
| 14-11-2009 | Есб'єрг         | Данія             | 0 – 0                 | Південна Корея       | товариський матч                     | -    |          |
| 3-3-2010   | Лондон          | Кот-д'Івуар       | 0 – 2                 | Південна Корея       | товариський матч                     | -    | 77'      |
| 16-5-2010  | Сеул            | Південна Корея    | 2 – 0                 | Еквадор              | товариський матч                     | -    | 73'      |
| 24-5-2010  | Сайтама         | Японія            | 0 – 2                 | Південна Корея       | товариський матч                     | -    | 76'      |
| 30-5-2010  | Куфштайн        | Білорусь          | 1 – 0                 | Південна Корея       | товариський матч                     | -    | 18' 46'  |
| 3-6-2010   | Інсбрук         | Іспанія           | 1 – 0                 | Південна Корея       | товариський матч                     | -    |          |
| 12-6-2010  | Порт-Елізабет   | Південна Корея    | 2 – 0                 | Греція               | ЧС 2010 - 1-й етап                   | -    | 74'      |
| 17-6-2010  | Йоганнесбург    | Аргентина         | 4 – 1                 | Південна Корея       | ЧС 2010 - 1-й етап                   | -    | 46'      |
| 22-6-2010  | Дурбан          | Нігерія           | 2 – 2                 | Південна Корея       | ЧС 2010 - 1-й етап                   | -    | 87'      |
| 26-6-2010  | Порт-Елізабет   | Уругвай           | 2 – 1                 | Південна Корея       | ЧС 2010 - 1/8 фіналу                 | -    | 85'      |
| 11-8-2010  | Сувон           | Південна Корея    | 2 – 1                 | Нігерія              | товариський матч                     | -    | 61'      |
| 7-9-2010   | Сеул            | Південна Корея    | 0 – 1                 | Іран                 | товариський матч                     | -    | 46'      |
| 12-10-2010 | Сеул            | Південна Корея    | 0 – 0                 | Японія               | товариський матч                     | -    | 46'      |
| 30-12-2010 | Абу-Дабі        | Сирія             | 0 – 1                 | Південна Корея       | товариський матч                     | -    | 53' 68'  |
| 10-1-2011  | Доха            | Південна Корея    | 1 – 1                 | Бахрейн              | Кубок Азії 2011 - 1-й етап           | -    |          |
| 14-1-2011  | Доха            | Австралія         | 1 – 1                 | Південна Корея       | Кубок Азії 2011 - 1-й етап           | -    | 35'      |
| 18-1-2011  | Доха            | Південна Корея    | 4 – 1                 | Індія                | Кубок Азії 2011 - 1-й етап           | -    | 46'      |
| 21-1-2011  | Доха            | Іран              | 0 – 1 д.ч.            | Південна Корея       | Кубок Азії 2011 - чвертьфінал        | -    | 111'     |
| 25-1-2011  | Доха            | Японія            | 2 – 2 д.ч. (3-0 п.п.) | Південна Корея       | Кубок Азії 2011 - півфінал           | -    |          |
| 28-1-2011  | Доха            | Узбекистан        | 2 – 3                 | Південна Корея       | Кубок Азії 2011 - матч за 3-тє місце | -    | 57'      |
| 9-2-2011   | Трабзон         | Туреччина         | 0 – 0                 | Південна Корея       | товариський матч                     | -    |          |
| 25-3-2011  | Сеул            | Південна Корея    | 4 – 0                 | Гондурас             | товариський матч                     | -    | 64'      |
| 3-6-2011   | Сеул            | Південна Корея    | 2 – 1                 | Сербія               | товариський матч                     | -    | 87'      |
| 7-6-2011   | Чонджу          | Південна Корея    | 2 – 1                 | Гана                 | товариський матч                     | -    |          |
| 10-8-2011  | Саппоро         | Японія            | 3 – 0                 | Південна Корея       | товариський матч                     | -    | 18'      |
| 2-9-2011   | Коян            | Південна Корея    | 6 – 0                 | Ліван                | Відбір до ЧС 2014                    | -    |          |
| 6-9-2011   | Ель-Кувейт      | Кувейт            | 1 – 1                 | Південна Корея       | Відбір до ЧС 2014                    | -    |          |
| 11-10-2011 | Сеул            | Південна Корея    | 2 – 1                 | ОАЕ                  | Відбір до ЧС 2014                    | -    |          |
| 29-2-2012  | Сеул            | Південна Корея    | 2 – 0                 | Кувейт               | Відбір до ЧС 2014                    | -    | 52' 81'  |
| 8-6-2012   | Доха            | Катар             | 1 – 4                 | Південна Корея       | Відбір до ЧС 2014                    | -    |          |
| 12-6-2012  | Коян            | Південна Корея    | 3 – 0                 | Ліван                | Відбір до ЧС 2014                    | -    | 21'      |
| 11-9-2012  | Ташкент         | Узбекистан        | 2 – 2                 | Південна Корея       | Відбір до ЧС 2014                    | 1    |          |
| 16-10-2012 | Тегеран         | Іран              | 1 – 0                 | Південна Корея       | Відбір до ЧС 2014                    | -    |          |
| 6-2-2013   | Лондон          | Хорватія          | 4 – 0                 | Південна Корея       | товариський матч                     | -    |          |
| 26-3-2013  | Сеул            | Південна Корея    | 2 – 1                 | Катар                | Відбір до ЧС 2014                    | -    | 87'      |
| 12-10-2013 | Сеул            | Південна Корея    | 0 – 2                 | Бразилія             | товариський матч                     | -    | 17'      |
| 15-10-2013 | Чхонан          | Південна Корея    | 3 – 1                 | Малі                 | товариський матч                     | -    |          |
| 15-11-2013 | Сеул            | Південна Корея    | 2 – 1                 | Швейцарія            | товариський матч                     | -    |          |
| 19-11-2013 | Дубай (місто)   | Росія             | 2 – 1                 | Південна Корея       | товариський матч                     | -    | 66'      |
| 5-3-2014   | Афіни           | Греція            | 0 – 2                 | Південна Корея       | товариський матч                     | -    | 86'      |
| 28-5-2014  | Сеул            | Південна Корея    | 0 – 1                 | Туніс                | товариський матч                     | -    | 67' 77'  |
| 9-6-2014   | Маямі           | Гана              | 4 – 0                 | Південна Корея       | товариський матч                     | -    | 5'       |
| 17-6-2014  | Куяба           | Росія             | 1 – 1                 | Південна Корея       | ЧС 2014 - 1-й етап                   | -    | 30'      |
| 22-6-2014  | Порту-Алегрі    | Південна Корея    | 2 – 4                 | Алжир                | ЧС 2014 - 1-й етап                   | -    |          |
| 26-6-2014  | Сан-Паулу       | Південна Корея    | 0 – 1                 | Бельгія              | ЧС 2014 - 1-й етап                   | -    |          |
| 5-9-2014   | Пучхон          | Південна Корея    | 3 – 1                 | Венесуела            | товариський матч                     | -    | 74'      |
| 8-9-2014   | Коян            | Південна Корея    | 0 – 1                 | Уругвай              | товариський матч                     | -    |          |
| 10-10-2014 | Чхонан          | Південна Корея    | 2 – 0                 | Парагвай             | товариський матч                     | -    | 80'      |
| 14-10-2014 | Сеул            | Південна Корея    | 1 – 3                 | Коста-Рика           | товариський матч                     | -    |          |
| 18-11-2014 | Тегеран         | Іран              | 1 – 0                 | Південна Корея       | товариський матч                     | -    |          |
| 10-1-2015  | Канберра        | Південна Корея    | 1 – 0                 | Оман                 | Кубок Азії 2015 - 1-й етап           | -    |          |
| 10-1-2015  | Канберра        | Кувейт            | 0 – 1                 | Південна Корея       | Кубок Азії 2015 - 1-й етап           | -    |          |
| 17-1-2015  | Брисбен         | Австралія         | 0 – 1                 | Південна Корея       | Кубок Азії 2015 - 1-й етап           | -    |          |
| 22-1-2015  | Мельбурн        | Південна Корея    | 2 – 0                 | Узбекистан           | Кубок Азії 2015 - чвертьфінал        | -    | 115'     |
| 26-1-2015  | Сідней          | Південна Корея    | 2 – 0                 | Ірак                 | Кубок Азії 2015 - півфінал           | -    | 7' 93'   |
| 31-1-2015  | Сідней          | Південна Корея    | 1 – 2 д.ч.            | Австралія            | Кубок Азії 2015 - Фінал              | -    |          |
| 27-3-2015  | Теджон          | Південна Корея    | 1 – 1                 | Узбекистан           | товариський матч                     | -    | 32'      |
| 31-3-2015  | Сеул            | Південна Корея    | 1 – 0                 | Нова Зеландія        | товариський матч                     | -    |          |
| 3-9-2015   | Хвасон          | Південна Корея    | 8 – 0                 | Лаос                 | Відбір до ЧС 2018                    | -    |          |
| 8-9-2015   | Сайда (місто)   | Ліван             | 0 – 3                 | Південна Корея       | Відбір до ЧС 2018                    | -    |          |
| 8-10-2015  | Ель-Кувейт      | Кувейт            | 0 – 1                 | Південна Корея       | Відбір до ЧС 2018                    | -    |          |
| 13-10-2015 | Сеул            | Південна Корея    | 3 – 0                 | Ямайка               | товариський матч                     | 1    | 88'      |
| 12-11-2015 | Сувон           | Південна Корея    | 4 – 0                 | М'янма               | Відбір до ЧС 2018                    | -    |          |
| 17-11-2015 | В'єнтьян        | Лаос              | 0 – 5                 | Південна Корея       | Відбір до ЧС 2018                    | 2    |          |
| 24-3-2016  | Ансан           | Південна Корея    | 1 – 0                 | Ліван                | Відбір до ЧС 2018                    | -    |          |
| 27-3-2016  | Бангкок         | Таїланд           | 1 – 0                 | Південна Корея       | товариський матч                     | -    | 66'      |
| 1-6-2016   | Зальцбург       | Іспанія           | 6 – 1                 | Південна Корея       | товариський матч                     | -    | 61'      |
| 5-6-2016   | Прага           | Чехія             | 1 – 2                 | Південна Корея       | товариський матч                     | -    | 90+4'    |
| 1-9-2016   | Сеул            | Південна Корея    | 3 – 2                 | КНР                  | Відбір до ЧС 2018                    | -    | кап.     |
| 6-9-2016   | Серембан        | Сирія             | 0 – 0                 | Південна Корея       | Відбір до ЧС 2018                    | -    | кап.     |
| 6-10-2016  | Сувон           | Південна Корея    | 3 – 2                 | Катар                | Відбір до ЧС 2018                    | 1    | кап. 77' |
| 11-10-2016 | Тегеран         | Іран              | 1 – 0                 | Південна Корея       | Відбір до ЧС 2018                    | -    | кап.     |
| 15-11-2016 | Сеул            | Південна Корея    | 2 – 1                 | Узбекистан           | Відбір до ЧС 2018                    | -    | кап.     |
| 23-3-2017  | Чанша           | КНР               | 1 – 0                 | Південна Корея       | Відбір до ЧС 2018                    | -    | кап.     |
| 28-3-2017  | Сеул            | Південна Корея    | 1 – 0                 | Сирія                | Відбір до ЧС 2018                    | -    | кап.     |
| 13-6-2017  | Доха            | Катар             | 3 – 2                 | Південна Корея       | Відбір до ЧС 2018                    | 1    | кап.     |
| 7-10-2017  | Москва          | Росія             | 4 – 2                 | Південна Корея       | товариський матч                     | -    | 63'      |
| 10-10-2017 | Біль (місто)    | Південна Корея    | 1 – 3                 | Марокко              | товариський матч                     | -    | кап. 80' |
| 10-11-2017 | Сувон           | Південна Корея    | 2 – 1                 | Колумбія             | товариський матч                     | -    |          |
| 14-11-2017 | Ульсан          | Південна Корея    | 1 – 1                 | Сербія               | товариський матч                     | -    | кап. 85' |
| 24-3-2018  | Белфаст         | Північна Ірландія | 2 – 1                 | Південна Корея       | товариський матч                     | -    | кап. 67' |
| 27-3-2018  | Варшава         | Польща            | 3 – 2                 | Південна Корея       | товариський матч                     | -    | кап. 80' |
| 1-6-2018   | Чонджу          | Південна Корея    | 1 – 3                 | Боснія і Герцеговина | товариський матч                     | -    | кап. 87' |
| 18-6-2018  | Нижній Новгород | Швеція            | 1 – 0                 | Південна Корея       | ЧС 2018 - 1-й етап                   | -    | кап.     |
| 23-6-2018  | Ростов-на-Дону  | Південна Корея    | 1 – 2                 | Мексика              | ЧС 2018 - 1-й етап                   | -    | кап.     |
| Усього     |                 | Матчів            | 101                   |                      | Голів                                | 10   |          |

## Титули і досягнення
- Чемпіон Шотландії (1):

«Селтік»: 2011-12
- Володар Кубка Шотландії (1):

«Селтік»: 2010-11
- Володар Кубка Футбольної ліги (1):

«Свонсі Сіті»: 2012-13
- Бронзовий олімпійський призер: 2012
- Срібний призер Кубка Азії: 2015
- Бронзовий призер Кубка Азії: 2011